# Murray Rose
Iain Murray Rose (Birmingham, Reino Unido 6 de enero de 1939-Sídney, 15 de abril de 2012) fue un nadador británico, naturalizado australiano, vencedor de cuatro medallas de oro olímpicas entre los Juegos Olímpicos de Melbourne 1956 y los Juegos Olímpicos de Roma 1960.

## Biografía
Fue plusmarquista mundial en los 400 metros libres entre 1956 y 1958 y entre 1962 y 1964, 800 metros libres entre 1962 y 1966, y los 1500 metros libres entre 1956 y 1964.